# 圣保罗座堂 (但尼丁)

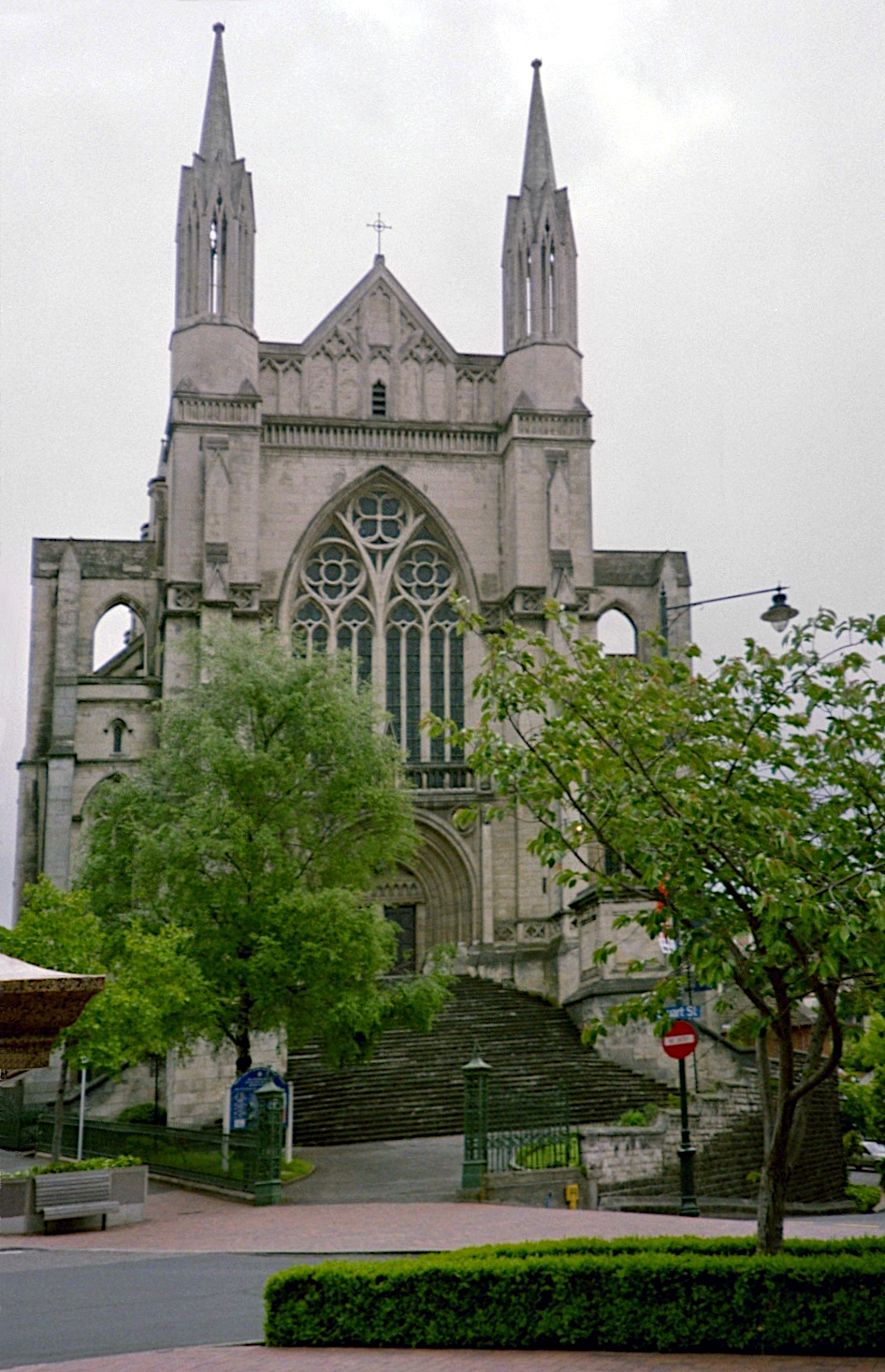

圣保罗座堂（St Paul's Cathedral）是圣公会但尼丁教区的主教座堂，位于新西兰但尼丁市中心的八角广场（The Octagon），毗邻但尼丁市政厅。

## 历史
圣保罗堂会的第一座教堂建于1862年至1863年，可容纳500人。1904年，达尼丁商人威廉·哈罗普（William Harrop）死亡，捐赠大部分遗产，用于建造新的主教座堂，使用的条件是教会要筹集到2万英镑。到1913年筹款工作完成，于是交由英国建筑师Edmund Harold Sedding设计。1915年6月8日，新堂举行了奠基仪式。新堂于1919年2月12日献堂。

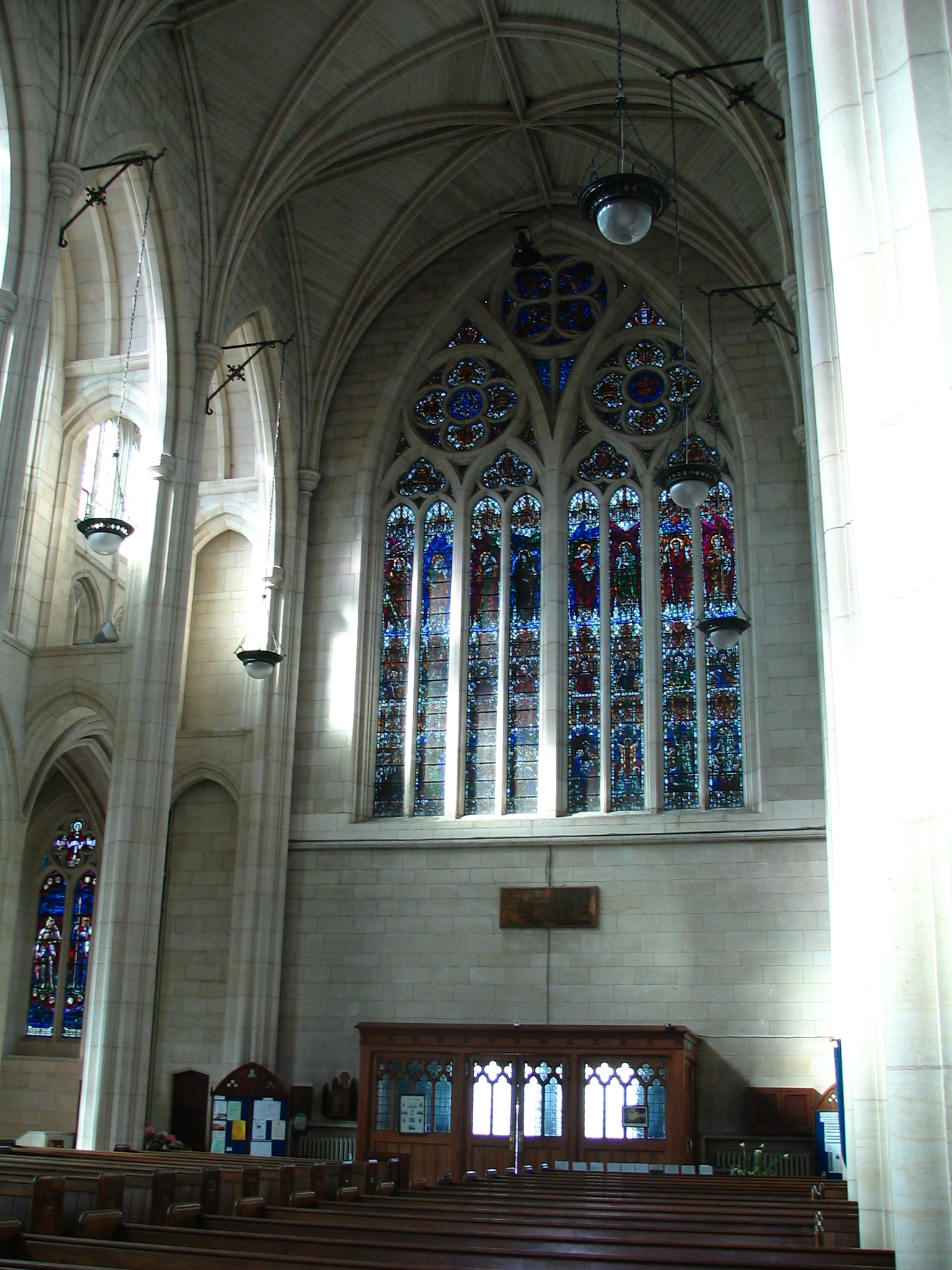
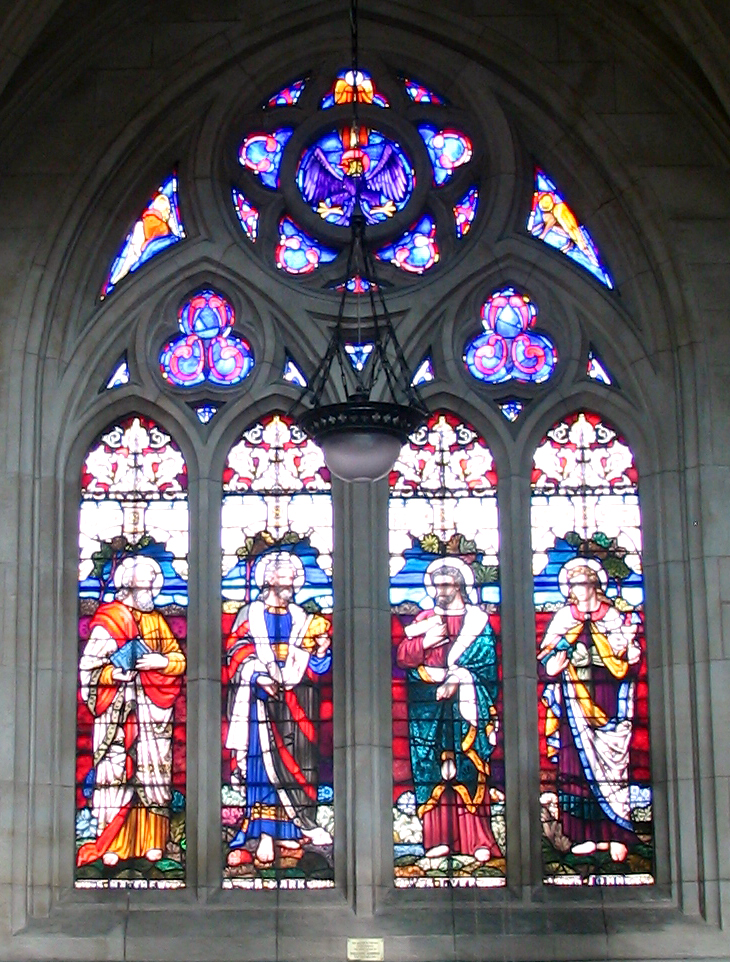
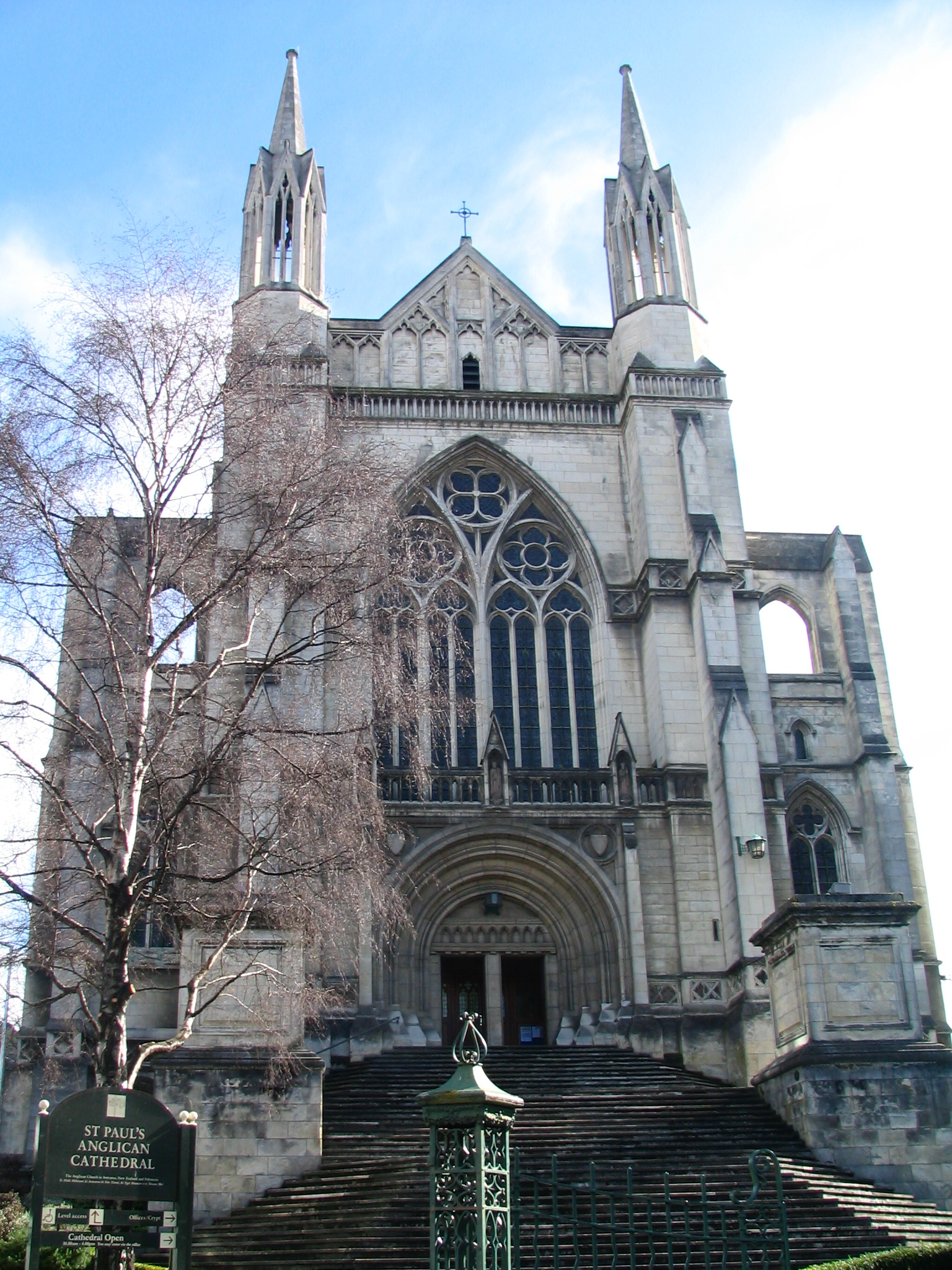
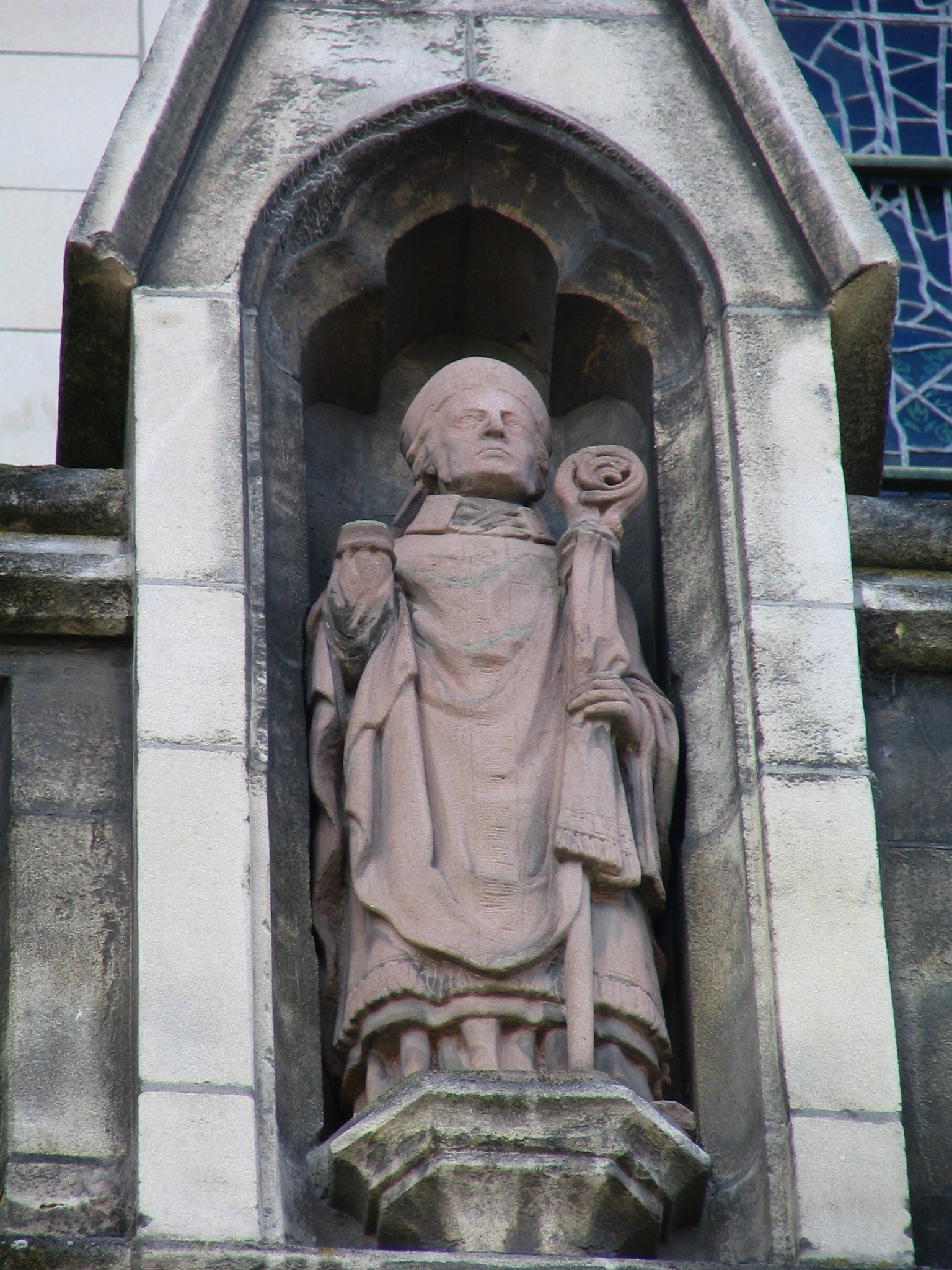
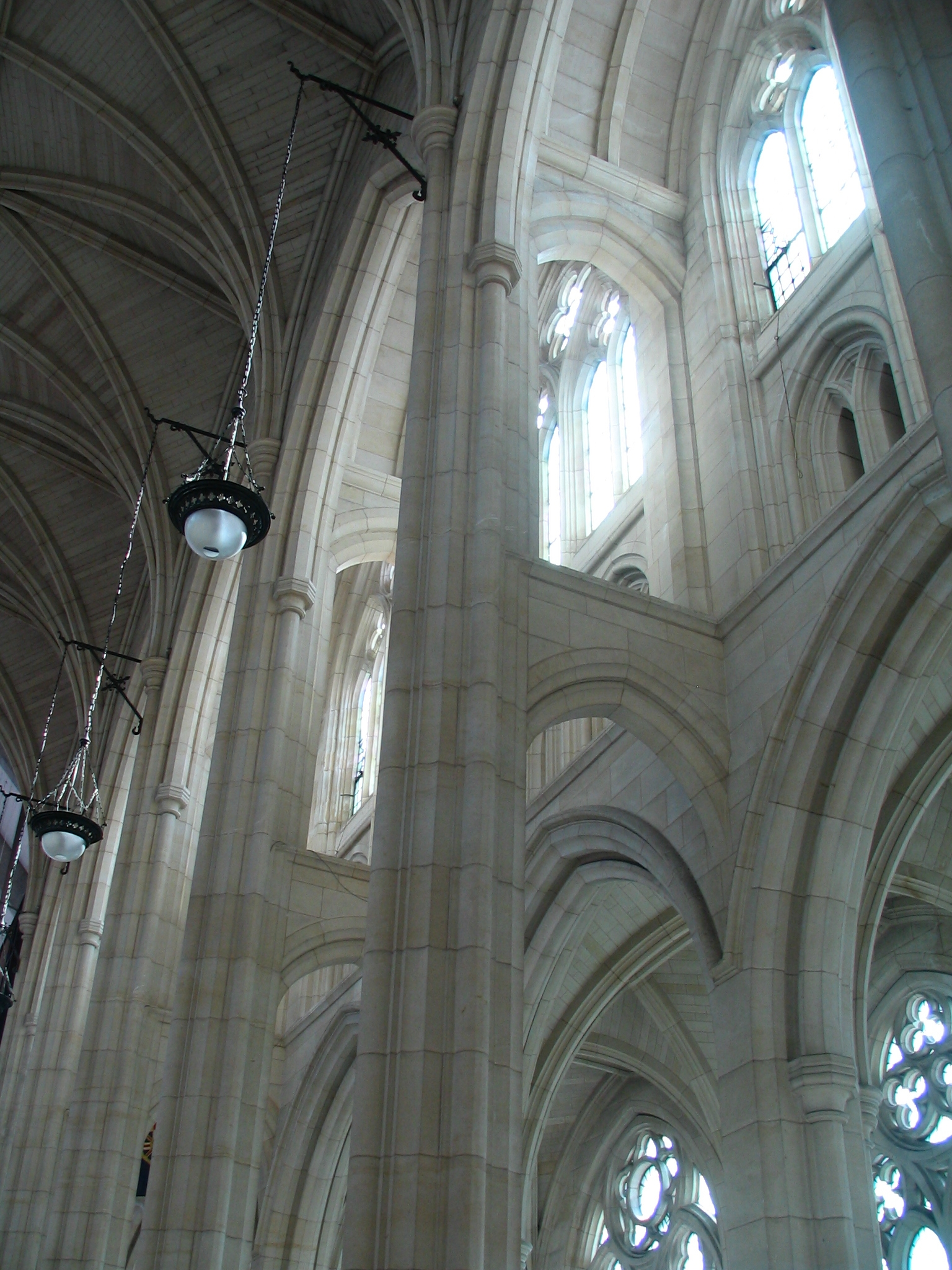
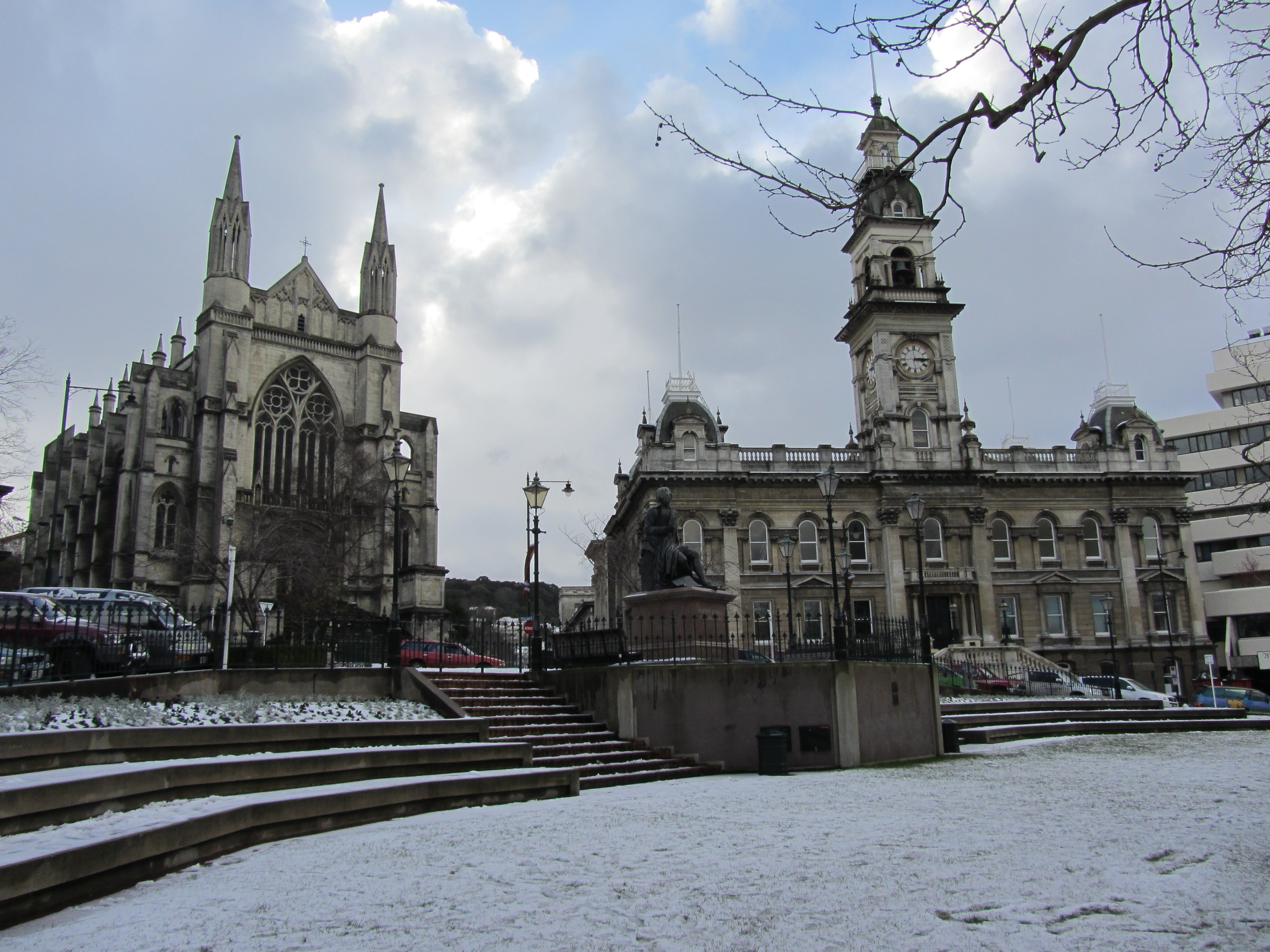